# Президентские выборы в Сирии (2021)
Народный совет Сирийской Арабской Республики назначил дату президентских выборов на 26 мая 2021 года.
Эти выборы стали вторыми президентскими выборами с момента начала в стране гражданской войны. Президентом страны на очередные 7 лет большинством голосов был избран действующий лидер правящей партии «Баас» Башар Асад. В декабре 2024 года, в ходе успешного наступления оппозиционные группировки захватили ряд крупных сирийских городов (Алеппо, Хама, Хомс) и подобрались к столице страны — Дамаску, после чего Башар Асад сложил с себя полномочия и покинул страну вместе с членами своей семьи. По словам временного президента Сирии Ахмеда аш-Шараа, следующие президентские выборы в Сирии пройдут не раньше 2028 года, после написания новой Конституции и проведения новой переписи населения.

## Кандидаты

### Выдвижение кандидатов
Регистрация кандидатов была проведена 19—28 апреля 2021 года.
19 апреля о своём желании баллотироваться на выборах объявили первые два кандидата: бывший министр Абдалла Саллюм Абдалла и независимый активист Мухаммед Фирас ибн Ясин Раджух.
21 апреля заявку подала беспартийная Фатен Али Нахер — первая женщина-кандидат за всю историю президентских выборов в Сирии. Свою заявку также подал действующий президент Башар Асад и другие.

### Утверждение кандидатов
3 мая Высший конституционный суд страны объявил о принятии заявлений 3 кандидатов: Абдаллы Абдаллы (Социалисты-юнионисты), Башара Асада (правящая партия «Баас») и Махмуда Марея (Демократический арабский социалистический союз).

## Голосование
Досрочное голосование для сирийских граждан, которые находятся за пределами Сирии, прошло на территории дипмиссий 20 мая. На территориях, контролируемых правительством Сирии, голосование было открыто с 7 часов утра до 19 часов вечера 26 мая.

## Результаты
| Кандидат                 | Кандидат                 | Субъект выдвижения                                               | Голосов    | %      |
| ------------------------ | ------------------------ | ---------------------------------------------------------------- | ---------- | ------ |
|                          | Башар Асад               | Национальный прогрессивный фронт                                 | 13 540 860 | 95,19  |
|                          | Махмуд Марей             | Национальный координационный комитет за демократические перемены | 470 276    | 3,31   |
|                          | Абдулла Абдулла          | Социалистическая юнионистская партия                             | 213 968    | 1,50   |
| Действительных голосов   | Действительных голосов   | Действительных голосов                                           | 14 225 104 | 99,90  |
| Недействительных голосов | Недействительных голосов | Недействительных голосов                                         | 14 036     | 0,10   |
| Всего голосов            | Всего голосов            | Всего голосов                                                    | 14 239 140 | 100,00 |
| Всего избирателей/явка   | Всего избирателей/явка   | Всего избирателей/явка                                           | 18 107 109 | 78,64  |

## После выборов
С победой на выборах Асада поздравили:
- президент Абхазии Аслан Бжания[8]
- президент Белоруссии Александр Лукашенко[9]
- президент Венесуэлы Николас Мадуро[10]
- президент Ирана Хасан Рухани[11]
- официальный представитель МИД КНР Чжао Лицзянь[12]
- высший руководитель КНДР Ким Чен Ын[8]
- президент Кубы Мигель Диас-Канель[13]
- президент Ливана Мишель Аун[8]
- президент Государства Палестина Махмуд Аббас[8]
- президент России Владимир Путин[14]
- президент Туркменистана Гурбангулы Бердымухамедов[15]
- лидер движения „Хезболла“ Хасан Насралла[16][17]